# Karl-Ludwig Stellmacher

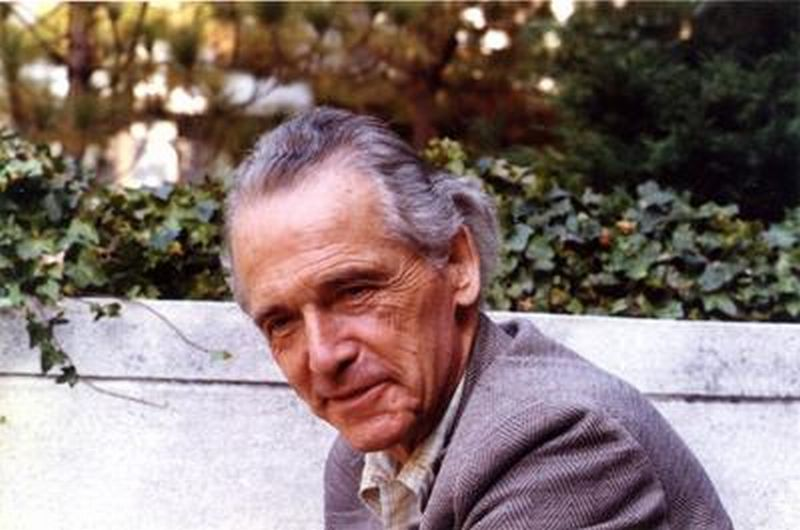
Karl Stellmacher (Berkeley 1974)

Karl-Ludwig Stellmacher, auch Karl L. Stellmacher (* 24. März 1909 in Brandenburg an der Havel; † 22. März 2001 in Providence, Rhode Island, Vereinigte Staaten), war ein deutscher Mathematiker und Hochschullehrer.

## Leben
Stellmacher begann das Mathematikstudium 1927 an der Friedrichs-Universität Halle. Dort wurde er Mitglied des Corps Palaiomarchia Halle. Als Inaktiver wechselte er an die Christian-Albrechts-Universität zu Kiel und später an die Georg-August-Universität Göttingen. 1933 legte er in Göttingen das Lehramtsexamen ab. 1935 promovierte er in Göttingen bei Kurt Friedrichs (und Gustav Herglotz) zum Dr. phil. Seine Dissertation wurde später als eine klassische Arbeit zum Anfangswertproblem in der Allgemeinen Relativitätstheorie gewertet (wobei er Energieintegrale nach Kurt Friedrichs verwendete, der die Arbeit noch angeregt hatte, aber schon emigriert war, als Stellmacher seine Dissertation einreichte). Danach war er Assistent bei Maximilian Schuler am Lehrstuhl für Angewandte Mechanik in Göttingen. Er habilitierte sich 1948 in Göttingen und wurde Privatdozent. 1955 erhielt er ein Extraordinariat. 
1956 wechselte er als Professor an die University of Maryland, College Park. Als Leiter des Institute of Fluid Dynamics & Applied Mathematics gab er im selben Jahr erste Gegenbeispiele zur Vermutung von Jacques Hadamard, dass die übliche Wellengleichung die einzige partielle Differentialgleichung ist, die das huygenssche Prinzip erfüllt. Er gab auch Gegenbeispiele für sechs und mehr Dimensionen in der Raumzeit. 1977 wurde er emeritiert.
1960 erhielt er auch das Masurenband. Nachdem er sein Haus in Silver Spring Anfang der 1990er Jahre verkauft hatte, lebte er mit seiner Frau einige Jahre bei der Tochter Inge verh. de Groot in Scotia (New York). Um die Jahrtausendwende zog er zu seinem Enkel.

## Publikationen
- Zum Anfangswertproblem der Gravitationsgleichungen. Mathematische Annalen 115 (1938), S. 136–152 (die Veröffentlichung ging aus seiner Dissertation hervor)
  - Wieder abgedruckt in George F. R. Ellis, Malcolm A. H. MacCallum, Andrzej Krasinski (Hrsg.) Golden Oldies in General Relativity. Hidden Gems, Springer Verlag 2013 (mit Biographie von Hubert Goenner und Kommentar von Helmut Friedrich), auch in General Relativity and Gravitation, Band 42, 2010, S. 1769–1789
- Ausbreitungsgesetze für charakteristische Singularitäten der Gravitationsgleichungen. Mathematische Annalen 115 (1938), S. 740–783
- Fehlerbestimmung eines Kreiselhorizontes auf Schiffen mit Hilfe des Scheinlotes. Werft-Reederei-Hafen 19 (1938), S. 42–44
- Kreiselrechnung im Komplexen. Bericht der Schwingungstagung des VDI in Göttingen, Oktober 1938, S. 4
- Zum Schulerschen Prinzip von der beschleunigungsfreien Abstimmung. Zeitschrift für angewandte Mathematik und Mechanik 19 (1939), S. 154–165
- Konforminvariante Eigenschaften linearer partieller Differentialgleichungen vom hyperbolischen Typ. o. O. 1948
- Ein Beispiel einer Huyghensschen Differentialgleichung. Nachrichten der Akademie der Wissenschaften zu Göttingen, Math.-Naturwiss. Klasse II, Bd. 10 (1953), S. 133
- Eine Klasse Huygenscher Differentialgleichungen und ihre Integration. Mathematische Annalen 130 (1955), S. 219